# Хагберг, Карл Август
Карл Август Хагберг (швед. Carl August Hagberg; 7 июля 1810, Лунд — 9 января 1864, там же) — шведский литературовед, переводчик, редактор, педагог, профессор, ректор Лундского университета (1848/1849). Член Шведской академии (1851—1864).

## Биография
Сын пастора, затем главного придворного капеллана Карла Петера Хагберга. С 1826 года обучался в Уппсальском университете, где в 1830 году получил степень магистра. В 1832 году — помощник секретаря библиотеки Упсальского университета. С 1833 года — преподаватель древнегреческого языка.
В 1835—1836 годах совершил поездку в Германию и Францию, познакомился с представителями литературы, включая: Виктора Гюго, Фридриха Вильгельма Йозефа Шеллинга и Людвига Тика. По возвращении на родину стал ярым сторонником английской и французской литературы, хотя в то время в шведских университетах преобладало немецкое влияние. Опубликовал статью Om den nya franska vitterheten, сначала в журнале Skandia, позднее в виде книги (Стокгольм, 1837), посвящённое современной французской литературе.
С 1840 по 1858 год работал профессором эстетики и современных языков Лундского университета (скандинавских языков с 1859 года). Член Шведской академии.
С 1841 по 1845 год был редактором журнала Studier.
Занимался изучением греческого языка. Плодом изучения стали переводы комедий Аристофана .
Наиболее известен тем, что был первым шведом, выполнившим шведский перевод Полного собрания сочинений Шекспира, двенадцать томов его перевода были опубликованы в 1847—1851 годах.
В 1862 году получил Леттерштедтскую премию, которая впервые была присуждена Шведской королевской академией наук за переводы.